# Philippe Jacques de Baderon de Maussac
Philippe Jacques de Baderon, seigneur de Maussac, né en 1590 et mort le 16 novembre 1650 à Paris, est un magistrat français, conseiller au parlement de Toulouse, puis président de la chambre des comptes de Languedoc en 1629. Il épouse en 1623 Charlotte Girault, fille de Mathurin Girault, procureur au parlement de Paris. Il est également un éditeur du XVIIe siècle, connu par ses éditions de Michel Psellos, de Valerius Harpocration et des géographes de l'Antiquité.

## Traductions et éditions critiques de Maussac
- Aristotelis historia de animalibus cum prolegomenis et animadversionibus, Toulouse, Colomiès, 1619[réf. nécessaire]
- Aristotelis historia de animalibus Julio Caesare Scaligero interprete cum ejusdem commentariis. Philippus Jacobus Maussacus opus primus vulgavit et restituit, additis prolegomenis et animadversionibus, Toulouse, Dominique et Pierre Bosc, 1619
- Ælius Spartianus, Phorphyrius philosophe pythagoricien... de l'abstinence pythagorique – Ensemble la vie de l'empereur Alexandre Sévère, Paris, Chevalier, 1622
- Geographiae veteris scriptores graeci minores..., vol. II : Plutarque, Strabon, Hieronymus Gemusaeus
- Harpocration, Lexicon decem oratorum
- Plutarchi libellus de fluviorum et montium nominibus et de his quae in illis inveniuntur : Accedit Vibii Sequestris liber de fluminibus, fontibus, lacubus, nemoribus, gentibus, quorum apud poëtas mentio fit, Toulouse, 1615 (lire en ligne) Contient entre autres une œuvre de Plutarque en traduction juxtalinéaire, le livre de Vibius Sequester et De lapidum virtutibus de Michel Psellos.